# OSCA 20
La OSCA 20 è una monoposto di Formula 1 realizzata dalla scuderia italiana OSCA su progetto di Ernesto, Bindo e Ettore Maserati, per partecipare alle stagioni 1952 e 1953 di Formula 1.
Con Louis Chiron alla guida vinse il V Circuit du Lac e arrivò seconda con Élie Bayol al III Gran Prix de Sables d'Olonne e settimo al Gran Prix de Bordeaux, gare non valevoli per il campionato di Formula 1.

## Risultati in Formula 1
| Anno | Team | Motore    | Gomme | Piloti |  |  |  |  |  |  |  |     | Punti | Pos. |
| ---- | ---- | --------- | ----- | ------ |  |  |  |  |  |  |  | --- | ----- | ---- |
| 1952 |      | OSCA 2000 | P     | Bayol  |  |  |  |  |  |  |  | Rit | -     | -    |

| Anno | Team   | Motore    | Gomme | Piloti |  |  |  |    |     |  |    |    |     | Punti | Pos. |
| ---- | ------ | --------- | ----- | ------ |  |  |  | -- | --- |  | -- | -- | --- | ----- | ---- |
| 1953 |        | OSCA 2000 | P     | Bayol  |  |  |  |    | Rit |  |    | NP | Rit | -     | -    |
| 1953 | Chiron | OSCA 2000 | P     |        |  |  |  | 15 | NP  |  | NP | 10 |     | -     | -    |

| Legenda | 1º posto     | 2º posto | 3º posto    | A punti         | Senza punti/Non class.  | Grassetto – Pole position Corsivo – Giro più veloce |
| Legenda | Squalificato | Ritirato | Non partito | Non qualificato | Solo prove/Terzo pilota | Grassetto – Pole position Corsivo – Giro più veloce |